# Willowsia kahlertae
Willowsia kahlertae är en urinsektsart som beskrevs av Christiansen och Bellinger 1992. Willowsia kahlertae ingår i släktet Willowsia och familjen brokhoppstjärtar. Inga underarter finns listade i Catalogue of Life.